# Милорадово (деревня, Москва)
Милорадово — деревня в Новомосковском административном округе Москвы  (до 1 июля 2012 года была в составе Ленинского района Московской области). Входит в состав района Коммунарка.

## Население
| 2006 | 2010 |
| ---- | ---- |
| 0    | ↗8   |

## История
Деревня Милорадово была зарегистрирована на территории Воскресенского сельского округа Ленинского района в июне 2003 года, а Московская областная дума своим постановлением присвоила ей наименование, утверждённое постановлением Правительства Российской Федерации от 10 ноября 2004 года.
Постановлением губернатора Московской области от 14 декабря 2004 года деревня была включена в учётные данные административно-территориальных и территориальных единиц Московской области.
Названа в память о Михаиле Андреевиче Милорадовиче (1771—1825), русском генерале, участнике Отечественной войны 1812 года.

## География
Деревня Милорадово находится примерно в 8 км к юго-востоку от центра города Московский. Рядом с деревней проходит Калужское шоссе. Ближайшие населённые пункты — деревни Князево и Городище.